# Nuoto ai Giochi della V Olimpiade - Staffetta 4x200 metri stile libero maschile
La Staffetta 4x200 metri stile libero maschile dei Giochi di Stoccolma 2012 venne disputata il 12 e il 15 luglio. Le squadre partecipanti furono 5, che schierarono in totale 20 atleti.
La competizione si svolse in due turni, ma tutte le partecipanti furono ammesse alla finale. Il titolo olimpico venne conquistato dall'Australasia, che superò Stati Uniti e Gran Bretagna. La formazione vincitrice era composta da tre australiani (Healy, Boardman e Hardwick) e un neozelandese (Champion).

## Primo turno
- Batteria 1

| Pos. | Nazione       | Atleti                                                         | Tempo   | Note |
| ---- | ------------- | -------------------------------------------------------------- | ------- | ---- |
| 1    | Stati Uniti   | Ken Huszagh Perry McGillivray Harry Hebner Duke Kahanamoku     | 10'26"4 | Q,   |
| 2    | Ungheria      | László Beleznai Imre Zachár Alajos Kenyery Béla von Las-Torres | 10'34"6 | Q    |
| 3    | Gran Bretagna | Jack Hatfield Willie Foster Sydney Battersby Henry Taylor      | 10'39"4 | Q    |

- Batteria 2

| Pos. | Nazione     | Atleti                                                       | Tempo   | Note |
| ---- | ----------- | ------------------------------------------------------------ | ------- | ---- |
| 1    | Australasia | Cecil Healy Malcolm Champion Leslie Boardman Harold Hardwick | 10'14"0 | Q,   |
| 2    | Germania    | Oscar Schiele Georg Kunisch Kurt Bretting Max Ritter         | 10'42"2 | Q    |

## Finale
| Pos.    | Nazione       | Atleti                                                         | Tempo   | Note            |
| ------- | ------------- | -------------------------------------------------------------- | ------- | --------------- |
| Oro     | Australasia   | Cecil Healy Malcolm Champion Leslie Boardman Harold Hardwick   | 10'11"2 | Record mondiale |
| Argento | Stati Uniti   | Ken Huszagh Perry McGillivray Harry Hebner Duke Kahanamoku     | 10'20"2 |                 |
| Bronzo  | Gran Bretagna | Jack Hatfield Willie Foster Sydney Battersby Henry Taylor      | 10'28"6 |                 |
| 4       | Germania      | Oscar Schiele Georg Kunisch Kurt Bretting Max Ritter           | 10'37"0 |                 |
| -       | Ungheria      | László Beleznai Imre Zachár Alajos Kenyery Béla von Las-Torres | -       | DNS             |